# Saint-Rémy (Calvados)
Saint-Rémy is een gemeente in het Franse departement Calvados (regio Normandië) en telt 1063 inwoners (2004). De plaats maakt deel uit van het arrondissement Caen. Saint-Rémy telde op 1 januari 2022 982 inwoners.

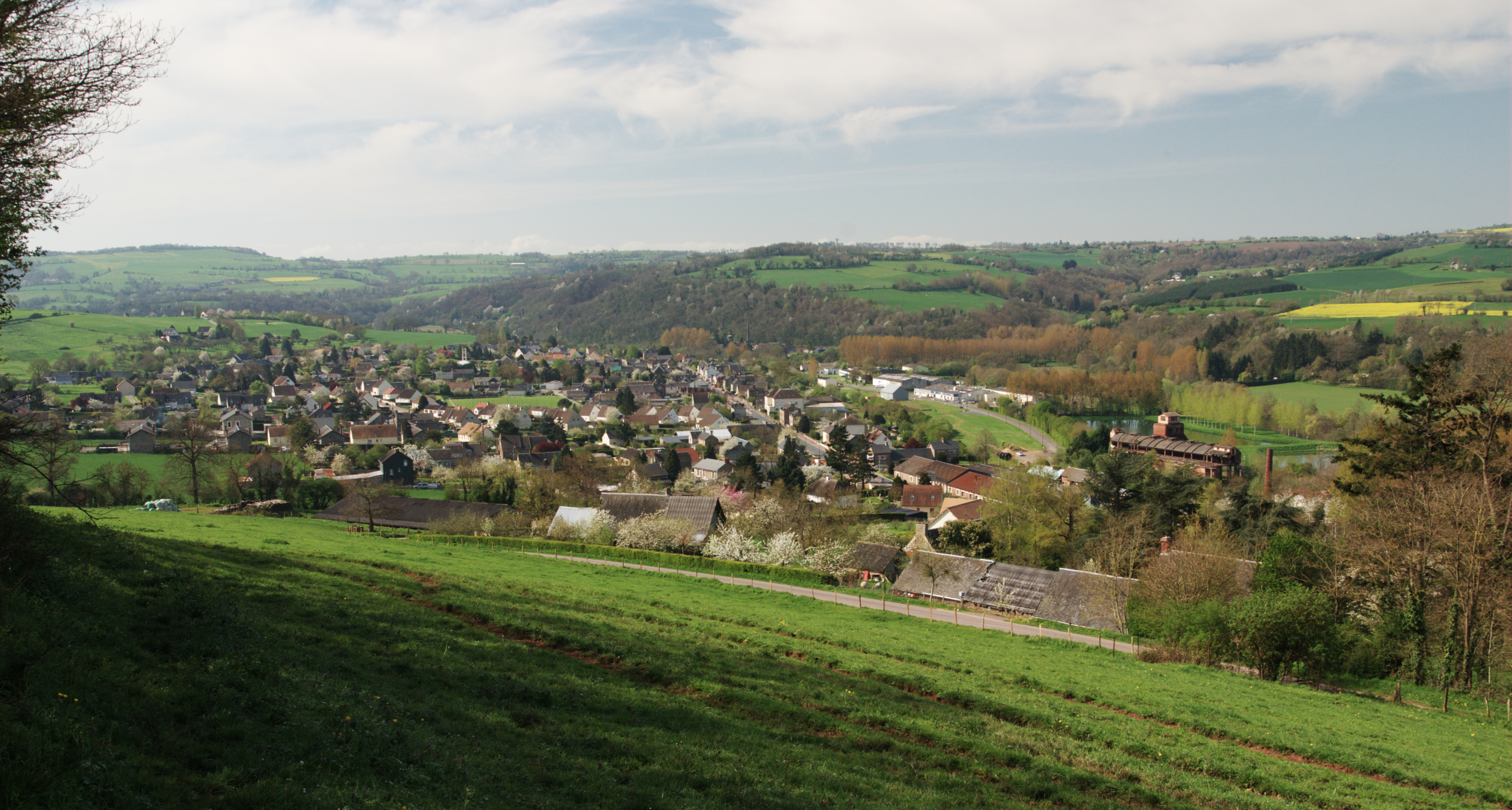
Saint-Rémy
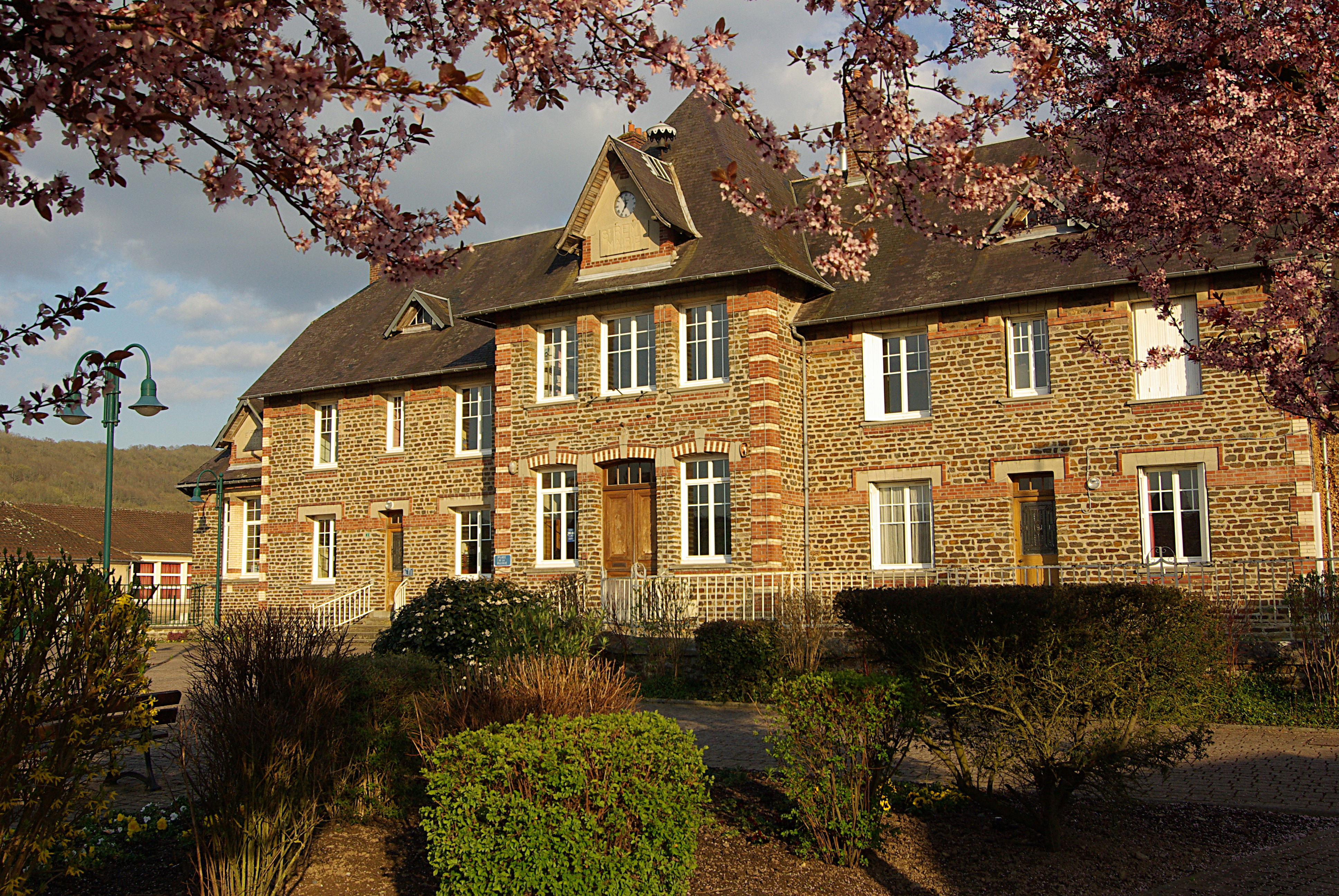
Gemeentehuis

## Geografie
De oppervlakte van Saint-Rémy bedroeg op 1 januari 2022 7,52 vierkante kilometer; de bevolkingsdichtheid was toen 130,6 inwoners per km².
De onderstaande kaart toont de ligging van Saint-Rémy met de belangrijkste infrastructuur en aangrenzende gemeenten.

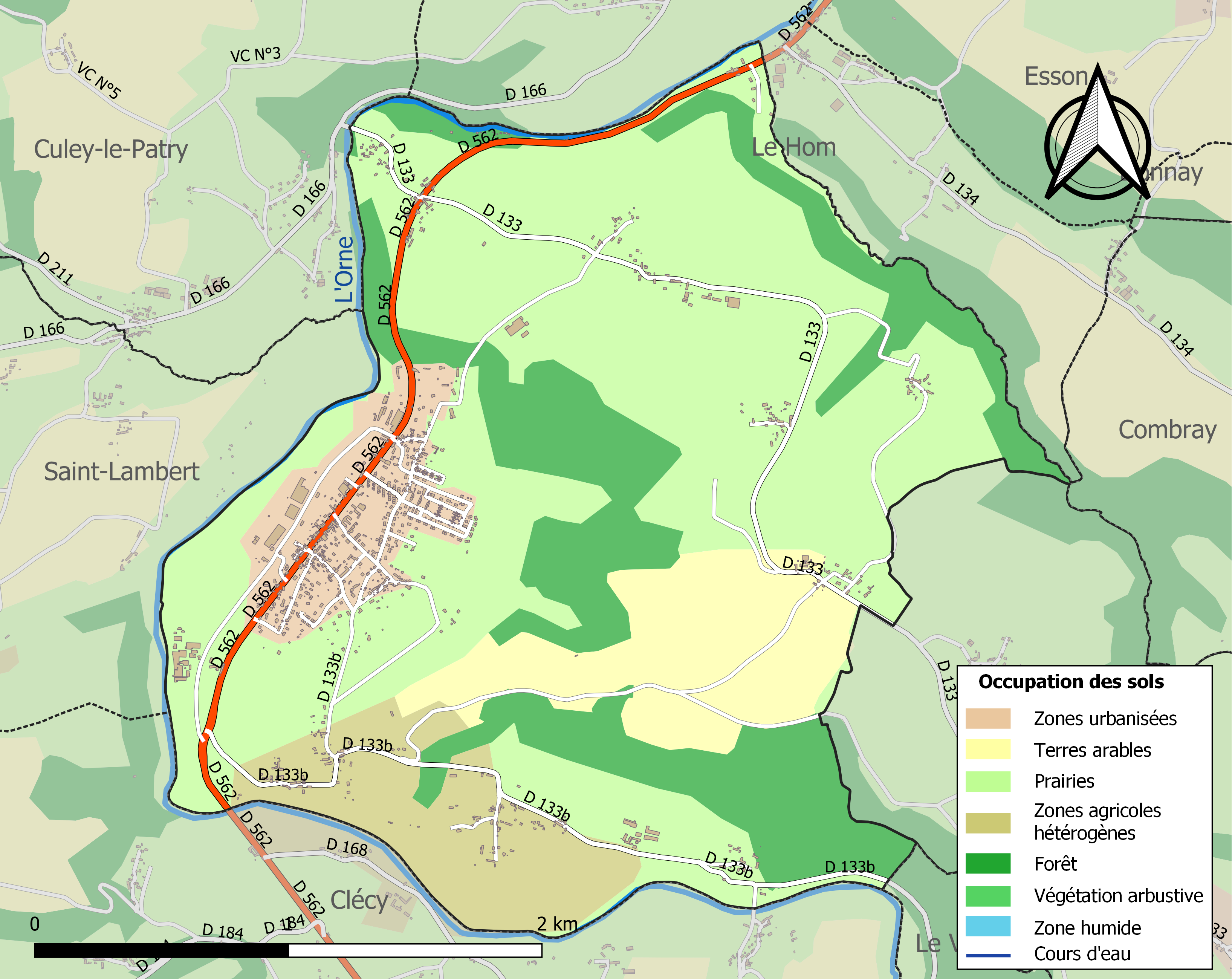

## Verkeer en vervoer
In de gemeente ligt het gesloten spoorwegstation Saint-Rémy.

## Demografie
Onderstaande figuur toont het verloop van het inwonertal (bron: INSEE-tellingen).
Vanwege een beveiligingsprobleem met de MediaWiki Graph-software is het momenteel niet mogelijk deze grafiek weer te geven. Zodra de software is bijgewerkt zal de grafiek vanzelf weer zichtbaar worden.